# Коле Гроте (Изернија)
Коле Гроте је насеље у Италији у округу Изернија, региону Молизе.
Према процени из 2011. у насељу је живело 15 становника. Насеље се налази на надморској висини од 454 м.